# Carl Sonntag jun.
Carl Sonntag (* 21. Juli 1883 in Leipzig; † 20. August 1930 in Berlin), im Allgemeinen stets Carl Sonntag jun., war ein Kunstbuchbinder und Einbandgestalter, der maßgeblich an der Entstehung und Entwicklung der deutschen Buchkunstbewegung vor dem Ersten Weltkrieg beteiligt war.

## Leben

### Jugend und Ausbildung
Carl Sonntag jun. wurde am 21. Juli 1883 als Sohn des Rohtabak-Großhändlers Carl Sonntag sen. in Leipzig geboren. Er war das zweite von vier Geschwistern. Nach Schulzeit und Abitur am Thomasgymnasium absolvierte er eine Buchbinderlehre in der Roßberg’schen Buchhandlung. Im Anschluss bereiste er Frankreich und England, um seine Kenntnisse zu vertiefen, unter anderem in der erst 1901 gegründeten, jedoch bereits als eine der besten Kunstbuchbindereien der Welt anerkannten Werkstatt von Sangorski & Sutcliffe. 1905 zählte Sonntag zu den ersten Mitgliedern des von Fedor von Zobeltitz gegründeten Leipziger Bibliophilen-Abends, wo er wichtige Vertreter der Buchkunstszene wie die Verleger Eugen Diederichs, Anton Kippenberg, Ernst Rowohlt und Julius Zeitler, die Druckereibesitzer  Carl Ernst Poeschel und Johannes Baensch-Drugulin, den Buchkünstler Walter Tiemann und die Autorin Ricarda Huch kennenlernte.

### Kunstbuchbinder in Leipzig
1907 eröffnete Carl Sonntag jun. seine erste Buchbinderei in der Leipziger Sternwartenstraße 19. Mit bibliophilen Einbänden für die Luxuspublikationen der Janus-Presse, der Ernst Ludwig Presse und des Verlags Hans von Weber profilierte er sich binnen kürzester Zeit als einer der angesehensten Meister seines Fachs im Deutschen Reich. Ab 1909 führte er die Einbände für die Vorzugsausgaben der Hundertdrucke Hans von Webers aus. 1912 rief er gemeinsam mit Paul Kersten den Jakob-Krauße-Bund ins Leben.
Im selben Jahr bezog er neue, elegantere Räumlichkeiten in der Albertstraße 28 (heute Riemannstraße). Ab Mitte des Jahres kam Frieda Thiersch, die spätere Leiterin der Bremer Binderei, zu Sonntag, um ihre handwerklichen Fähigkeiten zu vervollkommnen.
Ebenfalls 1912 verfasste Carl Sonntag jun. für das Leipziger Kunstantiquariat C. G. Boerner den Auktionskatalog Kostbare Bucheinbände des XV. bis XIX. Jahrhunderts, ein reich bebildertes, fachkundig beschriebenes und mit einem persönlichen Vorwort versehenes Werk in deutscher und französischer Sprache, das international neue Standards für die Katalogausstattung definierte. 1913 war Sonntag mit der Einrichtung einer traditionellen Buchbinderwerkstatt an den Vorbereitungen für die Internationale Weltausstellung für Buchgewerbe und Graphik 1914 beteiligt. Aus bislang ungeklärten Gründen löste er seinen Betrieb Ende 1913 auf und trat 1914 in die Rohtabakhandlung seines Vaters Carl Sonntag sen. in der Königstraße 61 ein, die er bis 1929 weiterführte. 1930 versuchte er einen Neuanfang und eröffnete am Hafenplatz 6 in Berlin eine neue Buchbinderwerkstatt. Er verstarb jedoch am 20. August an den Folgen einer Nierenoperation.

### Zwangsversteigerung des Nachlasses
In der Zeit des Nationalsozialismus war Carl Sonntags Witwe Laura (geb. Kern, * 22. Oktober 1893 in Chicago; † November 1979 in New York), die bereits seit 1910 als Sekretärin in seiner Buchbinderei arbeitete und mit der er seit 1917 verheiratet war, als Jüdin gezwungen, mit den drei gemeinsamen Kindern in die Vereinigten Staaten zu emigrieren und ihren Besitz zurückzulassen. Einen Teil seiner umfangreichen Sammlung historischer Buchbinderwerkzeuge hatte Sonntag bereits 1914 an den Insel-Verlag verkauft. Der Rest der Werkzeuge sowie eine große Anzahl wertvoller Einbände und anderer Kunstwerke wurden im Verlauf der Arisierung jüdischen Vermögens zur Versteigerung ausgeschrieben. Neben dem Stadtgeschichtlichen Museum erwarben als städtische Einrichtungen auch die Leipziger Stadtbibliothek und das Museum der bildenden Künste sowie die Wehrmachtsabteilung, die Poliklinik und zahlreiche Privatpersonen den Hausrat. Durch direkte Intervention bei der GESTAPO erreichte der damalige Direktor der Stadtbibliothek Dr. Johannes Hofmann, dass Sonntags Einbände vor der Auktion beschlagnahmt und dem Bestand der Stadtbibliothek einverleibt wurden. Sonntags Werkzeuge wurden bei der Versteigerung im August 1942 einem Leipziger Buchbinder zugeschlagen, über den sie kurz darauf ebenfalls in den Besitz der Stadtbibliothek gelangten. Da die Bestände der Bibliothek zum überwiegenden Teil auch während des Zweiten Weltkriegs nicht in Sicherheit gebracht worden waren, wurde die Sammlung Sonntag bei einem Bombenangriff am 4. Dezember 1943 bis auf sieben Bücher zerstört. Der etwa 50 Jahre später unternommene Versuch, die Bücher an die Töchter Sonntags zurückzugeben, scheiterte.

## Werk
Carl Sonntag jun. gilt gemeinhin als der erste Einbandkünstler der deutschen Buchkunstbewegung. Der Entwicklung in England folgend, wo die Reformbewegung um William Morris mit Privatpressen wie der Kelmscott Press und der Doves Press eine neue Ära der Buchkunst eingeleitet hatte, begannen auch deutsche Verleger und Buchkünstler, nach neuen gestalterischen Mitteln für das moderne Buch zu suchen. Sonntag war während seiner Ausbildung bei Sangorski & Sutcliffe allerdings eher mit einer traditionalistischen Seite des Handwerks in Berührung gekommen, die ihre Inspiration aus den prachtvoll ausgestatteten, von überbordender Ornamentik strotzenden Einbänden im Geiste Zaehnsdorfs bezog und Bucheinbände nicht als Gebrauchsgegenstände, sondern als Renommierobjekte einer wohlhabenden Oberschicht behandelte. Sonntag wandte sich gegen diese elitäre Haltung, indem er für eine dem Gebrauchswert des Buches angemessene Ausstattung und die Reduktion überflüssigen Zierrats eintrat. Sein Anspruch war es, Einbände in handwerklich gediegener Ausführung zu fertigen, die den Anforderungen an ein modernes Buch genügten. Zwar setzte er sich als Kunstbuchbinder für die Verwendung bester Materialien und eine handwerkliche Ausführung auf höchstem Niveau ein; gleichzeitig wies er jedoch ausdrücklich darauf hin, dass hochwertige Leder- und Pergamentbände aus Kostengründen der kunstgewerblichen Buchbinderei vorbehalten seien, während für dauerhafte Gebrauchseinbände solide verarbeitete Leinen- und Pappbände zu bevorzugen seien.
Die Entwürfe zu Sonntags Luxuseinbänden wurden häufig von den Auftraggebern vorgegeben. Wo seine eigene Handschrift sichtbar wird, zeigt sich häufig das Bestreben, eine dem Inhalt entsprechende äußere Form zu finden. Dies erreichte er durch moderne Einbandformen, die er durch Zitate aus den jeweiligen Epochen aufwertete. So wählte er für Venus und Tannhäuser von Aubrey Beardsley (Verlag Hans von Weber, 1908) einen flexiblen weißen Kalbspergament-Einband mit einer Deckelintarsie nach einem Design Beardsleys; das Gudrunlied (Verlag Julius Bard, 1910) versah er mit einem unvergoldeten braunen Schweinsledereinband im Stil des 16. Jahrhunderts mit Holzdeckeln und Buchschließen; die Monumentalausgabe Der Nibelunge Nôt (München, Hans von Weber 1911) erhielt einen kalligraphisch beschrifteten Ganzpergament-Einband mit Holzdeckeln, und für den Drugulin-Druck Anakreontische Oden und Lieder (Leipzig, Ernst Rowohlt 1912) gestaltete er einen marmorierten Kalbsledereinband mit alten Fileten im Geschmack des Rokoko.

## Mitgliedschaften
- Deutscher Buchgewerbeverein[8]
- Gesellschaft der Bibliophilen
- Leipziger Bibliophilen-Abend
- Jakob Krauße-Bund der deutschen Kunstbuchbinder